# Vysočany (Hrušovany)
Vysočany (německy Wissotschan) jsou vesnice, část obce Hrušovany v okrese Chomutov v Ústeckém kraji. Nachází se asi dva kilometry východně od Hrušovan.

## Název
Název vesnice znamená ves vysočanů, tj. lidí, kteří bydlí na vysokém místě. V historických pramenech se jméno vesnice vyskytuje ve tvarech: Wissoczan (1209), Wisseczan (1343), Wissooczan (1352), de Wissoczan (1384), in Wissoczan (1387), in Wissoczan (1398), in Wissoczan (1415), Wysečany (1454), z Vysočan (1523), ve vsi Wysoczanech (1571), Vysočany (1620), Vysocžan a Wysecžan (1787) a Vysočany nebo Wischezahn (1848).

## Historie

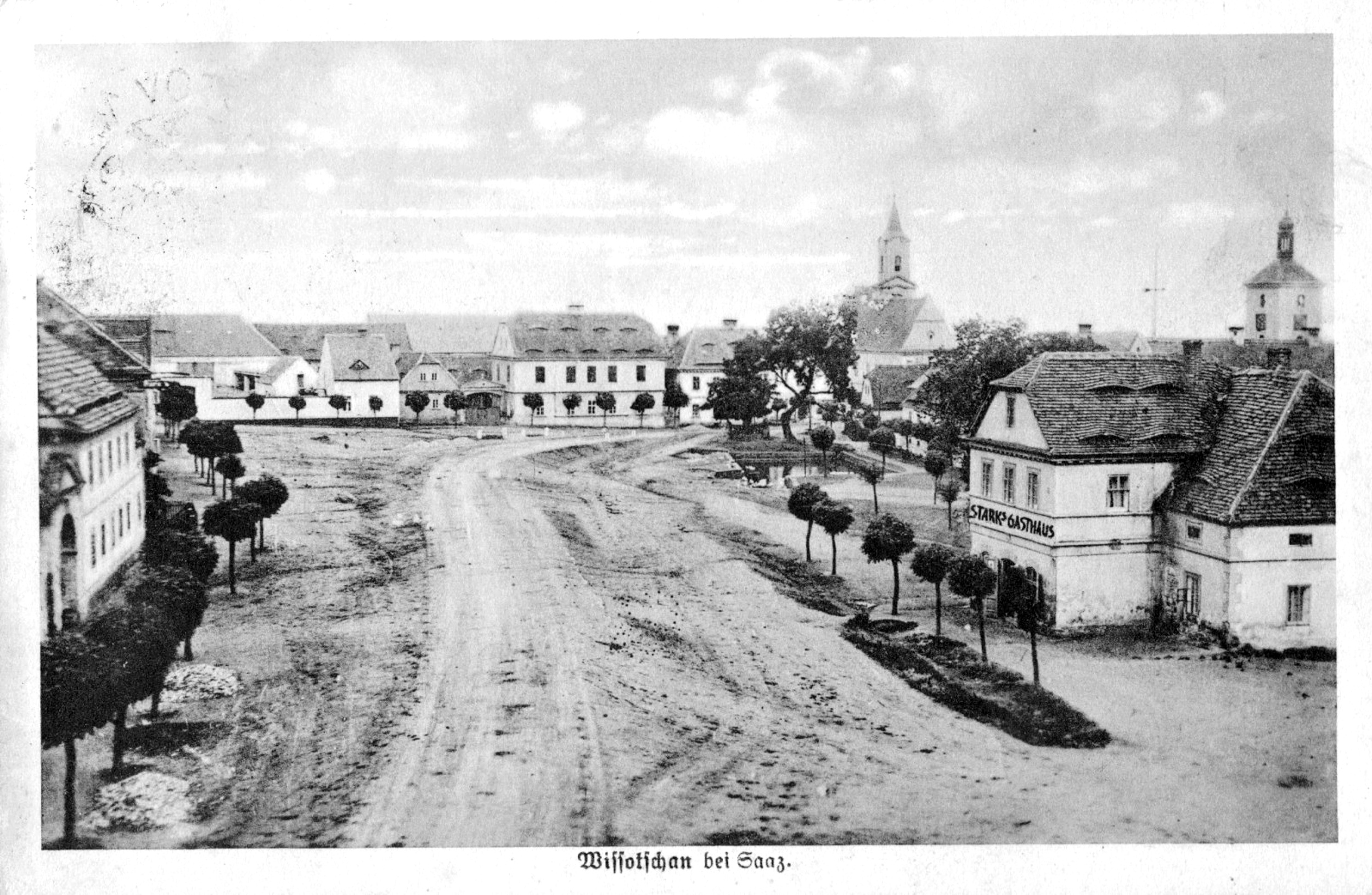
Vysočany na počátku 20. století

Území v okolí vesnice bylo osídleno už od pravěku. V roce 1994 byly odkryty základy neolitického dlouhého domu a sídliště s částí pohřebiště únětické kultury ze starší doby bronzové. Záchranný archeologický výzkum při stavbě dálnice D7 odkryl rozsáhlý pohřební areál s torzy žárových hrobů z eneolitu a kostrovými hroby kultury se šňůrovou keramikou. Dále zachytil padesát metrů dlouhou část příkopu pravěkého rondelu. Mezi ním a pohřebištěm se nacházelo sídliště kultury s nálevkovitými poháry.
První písemná zmínka o vesnici pochází z roku 1209. Na počátku třináctého století tvořily Vysočany s dalšími osadami statek Škrle, který patřil cisterciáckému klášteru v Oseku. Po husitských válkách a vyplenění kláštera propůjčil roku 1436 císař Zikmund statek Škrle Hanuši Honingerovi a jeho potomkům. Později se Vysočany staly opět církevním majetkem, který české stavy při stavovském povstání zabavily a prodaly jej Bohuslavovi z Michalovic. Ten byl však za účast na povstání jako jeden z direktorů popraven na Staroměstském náměstí a jeho majetek byl zkonfiskován. Vysočany pak byly v roce 1626 spolu se zbytkem škrlského statku vráceny oseckému klášteru.
Vesnice stála přímo na významné obchodní cestě z Prahy do Lipska. V pozdějších dobách silnice vedla přímo dvorem hostince čp. 12, který patřil k největším a nejoblíbenějším zastávkám formanů na cestě. Ve válečných dobách však exponovaná poloha způsobovala obtíže. Během třicetileté války bylo okolí vsi zpustošeno průchody vojsk, ale samotná vesnice se díky dobrému hospodaření cisterciáků brzy vzpamatovala. Podle berní ruly z roku 1654 byly sice některé usedlosti pusté, ale jejich hospodářství fungovalo. Ve vsi žilo třináct sedláků (z nich jeden patřil k velemyšleveskému panství) a tři chalupníci. Sedláci, kteří patřili ke škrlskému statku, vlastnili dohromady 45 potahů, 34 krav, 38 jalovic, 219 ovcí, 115 prasat a třináct koz. Velemyšleveský sedlák měl jen jeden potah, choval jednu krávu, čtrnáct ovcí a čtyři prasata. Chalupníci, kteří hospodařili na menších pozemcích, měli každý po pěti potazích, kravách a jalovicích a dále dohromady chovali patnáct ovcí, dvanáct prasat a jednu kozu.
V první polovině osmnáctého století cisterciáci do Vysočan pozvali Octavia Broggia, který v letech 1728–1738 působil na stavbě nového kostela svatého Václava. S řádem spolupracovali také sochaři Franz Anton Kuen a jeho žák Edmund Jan Richter.
Průchody armád poznamenaly život ve vesnici i v devatenáctém století. Roku 1813 byli ve Vysočanech shromažďováni zranění vojáci, kteří odsud byli postupně odváženi do nemocnice v Chomutově. Během prusko-rakouské války v roce 1866 ve Vysočanech tábořilo několik set vojáků pruské armády, po jejichž odchodu se ve vsi rozšířila epidemie pruské cholery, na kterou zemřelo 38 obyvatel. Lidé se ve Vysočanech potýkali i s přírodními katastrofami. V létě roku 1816 postihlo vesnici silné krupobití, které bylo údajně tak silné, že vytrhávalo drny ze země. Údolí Hutné se při tom rozbahnilo natolik, že v něm nebylo možné pást dobytek další dva roky. V roce 1834 se v důsledku silného deště v době žní rozvodnila Hutná a zničila přilehlé pole, sady a chmelnice. Roku 1868 naopak vesnice trpěla suchem, při kterém vyschla většina studní.

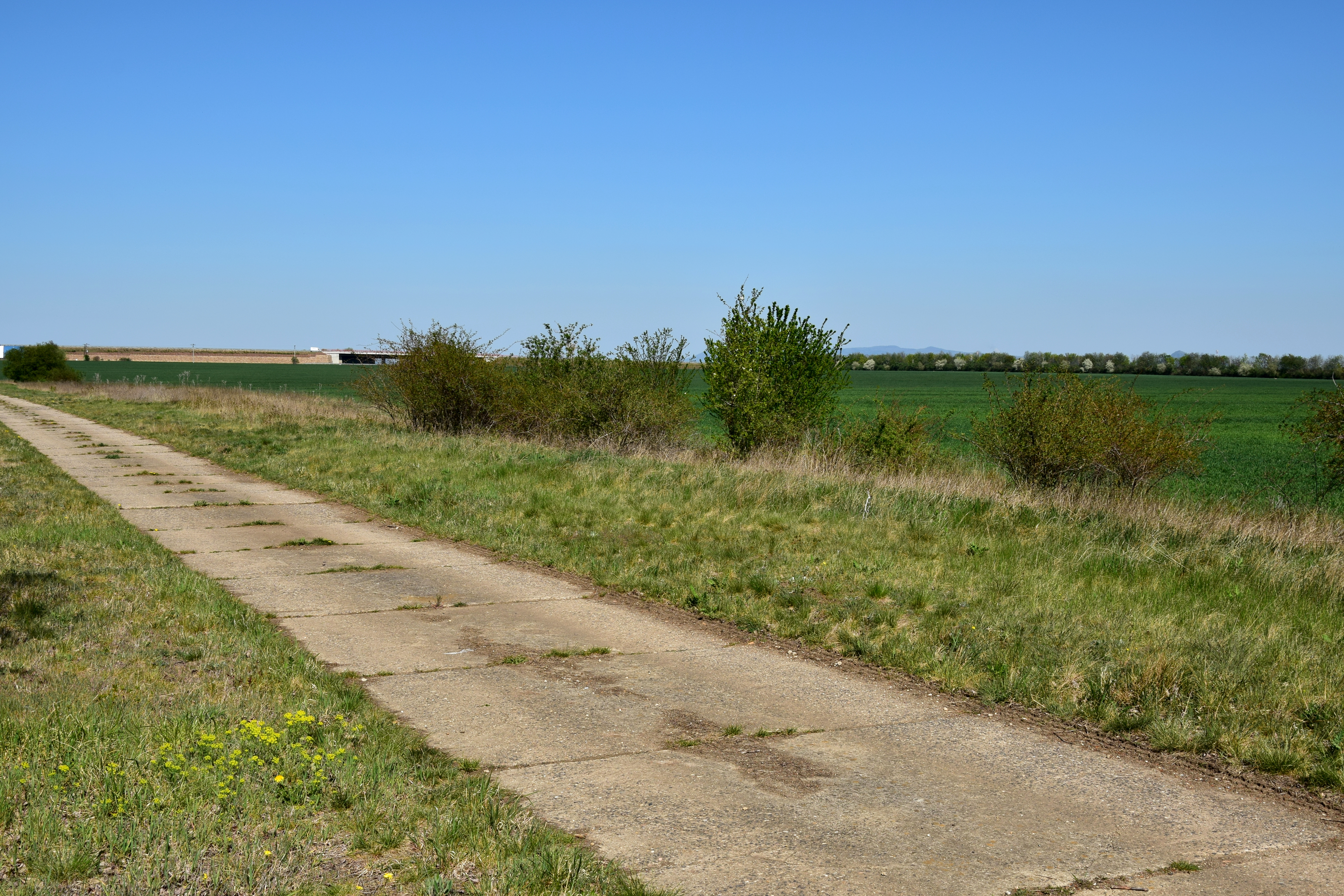
Okolí kóty Kněžská hůrka

Mimo válečné doby však vesnice prosperovala. Na úrodných polích se dařilo všem plodinám a v osmnáctém století se pěstovalo hodně ovoce, zejména rané třešně a meruňky. Koncem devatenáctého století byly ve vsi dva hostince, dvě řeznictví, dva obchody s potravinami a dva s ovocem. Kromě nich zde fungovalo pekařství, pánský krejčí, podnik se stavebním nářadím a několik dalších řemeslníků.
Po druhé světové válce došlo k vysídlení Němců z Československa, v důsledku něhož se snížil počet obyvatel vsi. Mnohem drastičtěji se do historie vesnice zapsalo budování složiště popílku z elektrárny Tušimice II, které mělo vyplnit údolí mezi Vysočany, Lažany a Žiželicemi. S výjimkou fary a kostela svatého Václava byly postupně zbořeny všechny domy a vesnice roku 1980 úředně zanikla.
Kostel s farou chátraly až do roku 1992, kdy obec Hrušovany začala s plánováním postupných oprav a začlenila obě budovy do areálu Vysočanských zahrad s nově postaveným krematoriem. O čtyři roky později se popílek z elektrárny začal ukládat do vytěžených prostor šachty Stodola, a na složišti popílku začala rekultivace.

## Přírodní poměry
Vysočany leží v katastrálním území Vysočany u Chomutova o rozloze 4,95 km².
Na hrázi odkaliště popílku a na jeho severovýchodním okraji rostou malé populace ohroženého ledence přímořského.

## Obyvatelstvo
V roce 1895 měla vesnice 275 obyvatel, z nichž byli pouze čtyř Češi. Při sčítání lidu v roce 1921 zde žilo 269 obyvatel (z toho 129 mužů), z nichž bylo šest Čechoslováků, 262 Němců a jeden cizinec. Všichni se hlásili k římskokatolické církvi. Podle sčítání lidu z roku 1930 měla vesnice 266 obyvatel: jednoho Čechoslováka a 265 Němců. Kromě jednoho člověka bez vyznání byli římskými katolíky.
|                                                          | 1869 | 1880 | 1890 | 1900 | 1910 | 1921 | 1930 | 1950 | 1961 | 1970 | 1980 | 1991 | 2001 | 2011 | 2021 |
| -------------------------------------------------------- | ---- | ---- | ---- | ---- | ---- | ---- | ---- | ---- | ---- | ---- | ---- | ---- | ---- | ---- | ---- |
| Obyvatelé                                                | 271  | 267  | 275  | 279  | 273  | 269  | 266  | 157  | 152  | 129  | —    | —    | —    | —    | 2    |
| Domy                                                     | 39   | 40   | 42   | 58   | 62   | 62   | 67   | 57   | 34   | 24   | —    | —    | —    | 1    | —    |
| Údaje z let 1980 a 1991 jsou zahrnuty v tabulce u Lažan. |      |      |      |      |      |      |      |      |      |      |      |      |      |      |      |

## Obecní správa
Po zrušení poddanství se Vysočany roku 1850 staly samostatnou obcí v okrese Chomutov, ale od 1. ledna 1887 patřily do okresu Žatec. Součástí okresu Chomutov se znovu staly až v roce 1960 a od 1. ledna 1963 byly připojeny jako část obce k Hrušovanům. V období od 1. dubna 1980 (podle Zdeny Binterové od 1. ledna) do 31. prosince 1999 vesnice úředně zanikla, ale od 1. ledna 2000 byla jako část obce Hrušovany obnovena.

## Školství
Škola bývala ve Vysočanech od sedmnáctého století. Navštěvovaly ji také děti ze Škrle, Lažan, Zálezel a do roku 1818 i z Voděrad. Od roku 1859 měla škola novou budovu. V letech 1890–1892 v ní pro chlapce fungoval navazující zemědělský kurz.

## Pamětihodnosti

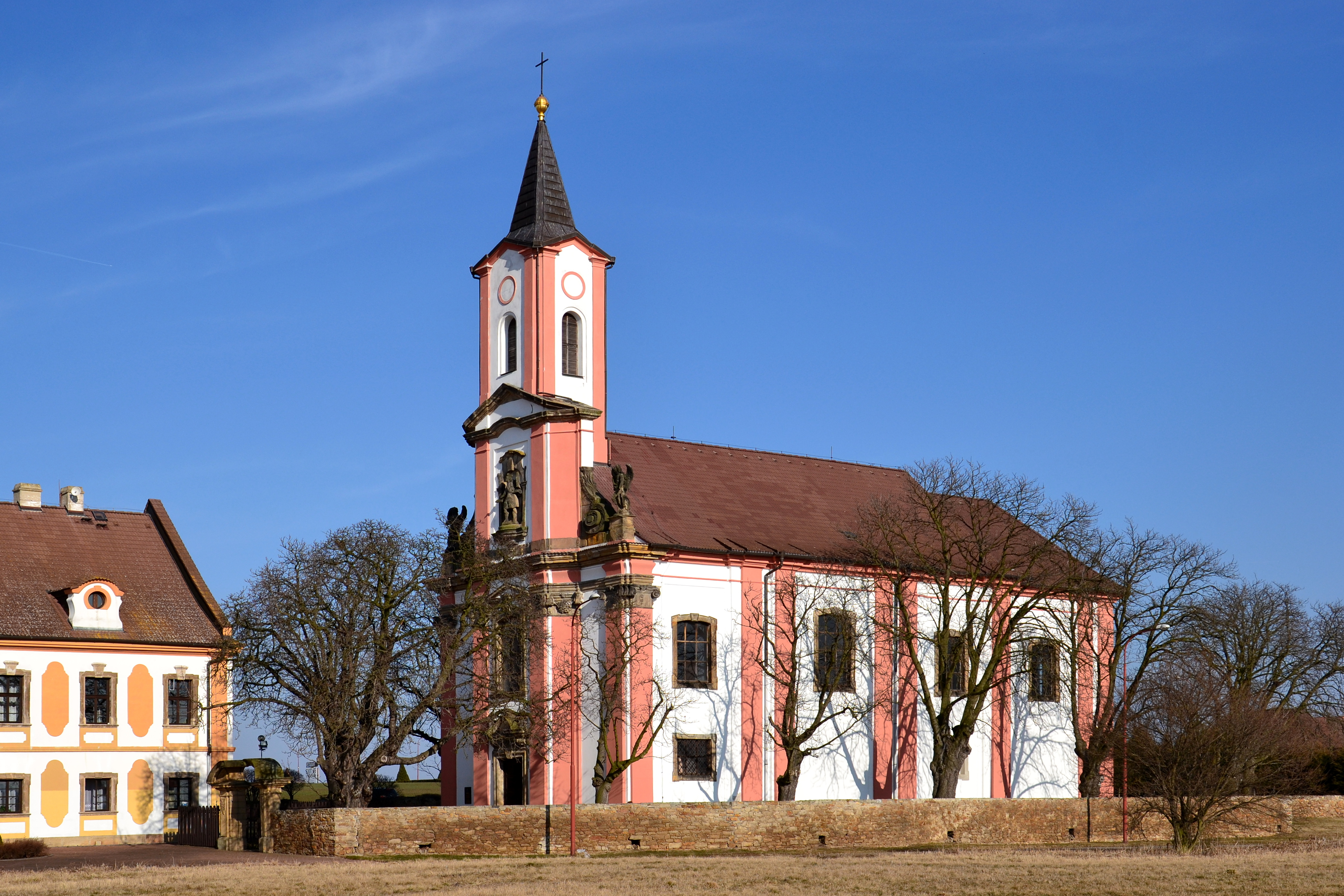
Kostel svatého Václava

- Barokní kostel svatého Václava postavený architektem Octaviem Broggiem v letech 1727–1738[16]
- Socha svatého Jana Nepomuckého z roku 1713 od sochaře Franze Antona Kueana[16]
- Zbořený barokní kostel svatých Andělů strážných upravený Octaviem Broggiem[16]

## Osobnosti
Ve Vysočanech se narodil německý skladatel, dirigent, hudební vědec, pedagog a publicista Theodor Veidl (28. února 1885 – 16. února 1946), který po absolvování gymnázia v Chomutově vystudoval na Německé univerzitě v Praze. Je autorem oper Venkovská věštba lásky, Sourozenci, Kranwit a Maloměšťáci, přičemž za třetí z nich mu byla roku 1929 udělena Československá státní cena. Jeho díla uvádělo Nové německé divadlo v Praze. Veidl zemřel po druhé světové válce ve sběrném táboře Terezín.